# District de Kaiping
Pour les articles homonymes, voir Kaiping (homonymie).
Le district de Kaiping (chinois simplifié : 开平区 ; chinois traditionnel : 開平區 ; pinyin : lāipíng qū) est une subdivision administrative de la province du Hebei en Chine. Il est placé sous la juridiction de la ville-préfecture de Tangshan.

## Faits de société
Selon la Laogai Research Foundation, un laogai (« camp de rééducation par le travail ») y serait implanté.